# Quercus rugosa
Espèce

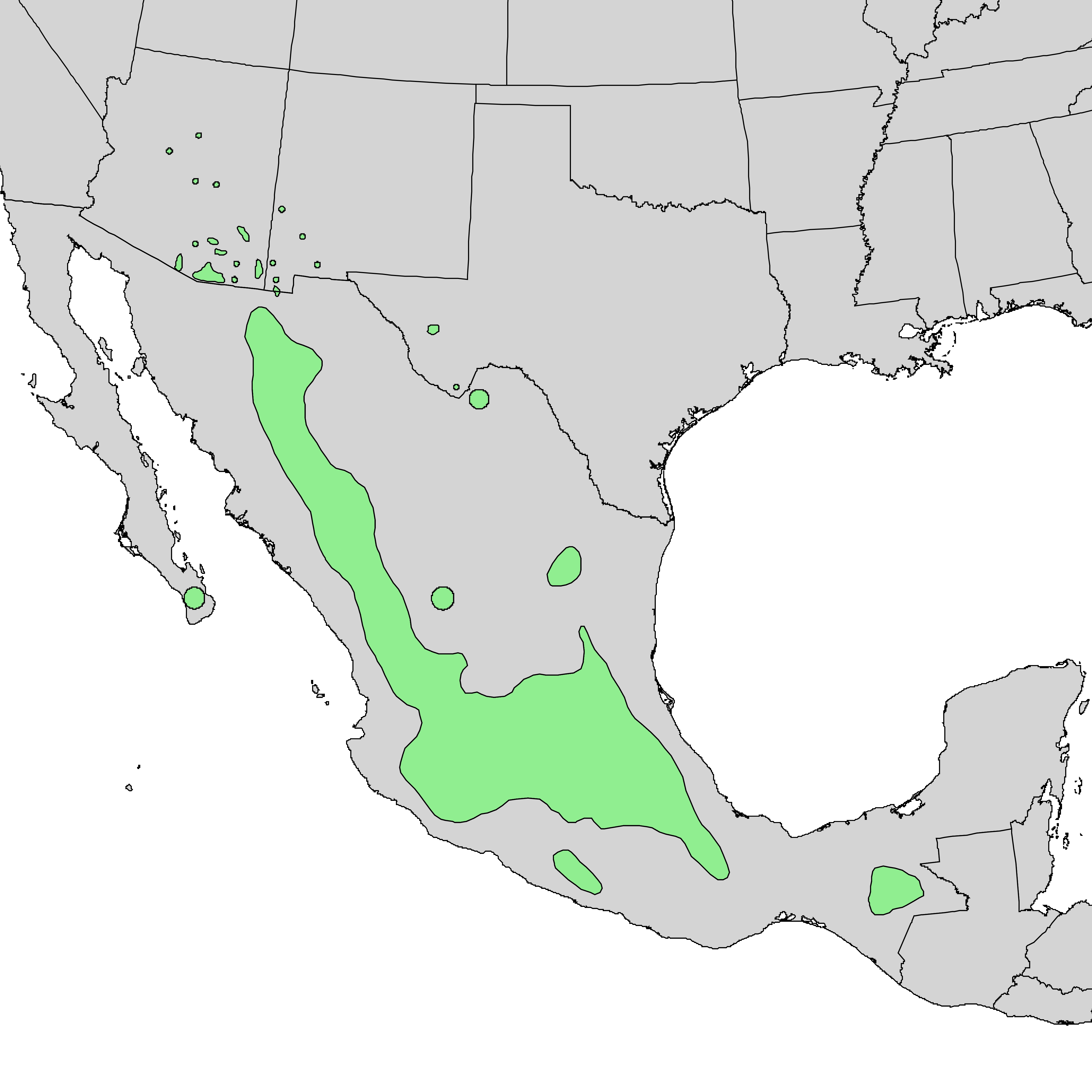
Distribution

Quercus rugosa est une espèce d'arbre de la famille des Fagacées que l'on trouve au Mexique et dans le sud-ouest des États-Unis.